# Jankovo Selište
 Jankovo Selište  falu Horvátországban, Károlyváros megyében. Közigazgatásilag  Generalski Stolhoz tartozik.

## Fekvése
Károlyvárostól 17 km-re délnyugatra, községközpontjától 5 km-re északkeletre, a Mrežnica jobb partján fekszik.

## Története
A településnek 1857-ben 144, 1910-ben 146 lakosa volt. Trianon előtt Modrus-Fiume vármegye Ogulini járásához tartozott. 2011-ben 78 lakosa volt.

## Lakosság
| Lakosság változása | Lakosság változása | Lakosság változása | Lakosság változása | Lakosság változása | Lakosság változása | Lakosság változása | Lakosság változása | Lakosság változása | Lakosság változása | Lakosság változása | Lakosság változása | Lakosság változása | Lakosság változása | Lakosság változása | Lakosság változása |
| ------------------ | ------------------ | ------------------ | ------------------ | ------------------ | ------------------ | ------------------ | ------------------ | ------------------ | ------------------ | ------------------ | ------------------ | ------------------ | ------------------ | ------------------ | ------------------ |
| 1857               | 1869               | 1880               | 1890               | 1900               | 1910               | 1921               | 1931               | 1948               | 1953               | 1961               | 1971               | 1981               | 1991               | 2001               | 2011               |
| 144                | 161                | 164                | 162                | 160                | 146                | 135                | 164                | 205                | 203                | 203                | 174                | 150                | 129                | 102                | 78                 |